# Österreichische Orient-Gesellschaft Hammer-Purgstall
Die Österreichische Orient-Gesellschaft Hammer-Purgstall (ÖOG, früher: Hammer-Purgstall-Gesellschaft) war eine österreichische Vereinigung zur Pflege der kulturellen Beziehungen mit dem Vorderen Orient.

## Geschichte
Gegründet wurde die Österreichische Orient-Gesellschaft Hammer-Purgstall 1958 von A. Weikert in Wien. Sie war benannt nach dem Diplomaten und Orientalisten Joseph von Hammer-Purgstall und hatte Zweigstellen in Graz und Innsbruck. Sie verfolgte das Ziel, über Menschen, Kulturen, Politik und Gesellschaft im Vorderen Orient einschließlich der islamischen Religion zu informieren und aufzuklären. Im Pandemie-Jahr 2020 musste die Gesellschaft nach 62 Jahren ihren Betrieb aus finanziellen Gründen einstellen.
Eines der Gründungsmitglieder, langjähriger Präsident und Ehrenpräsident war der Ethnologe Walter Dostal. Vorstandsmitglieder waren unter anderem Bert G. Fragner, Andre Gingrich, Robert Rollinger und Helga Trenkwalder. Sigfried Haas war von 1989 bis 2018 Generalsekretär der Österreichischen Orient-Gesellschaft Hammer-Purgstall.

## Tätigkeit
Im Rahmen einer Orient-Akademie veranstaltete die Österreichische Orient-Gesellschaft Vorträge, Vorlesungen, Seminare, Symposien, Kulturabende und Workshops zu aktuellen gesellschaftspolitischen und kulturellen Themen. So gab es zuletzt einen Jour fixe Nahost-Aktuell unter der wissenschaftlichen Leitung der Nahostexpertin Gudrun Harrer. 
Daneben wurden Sprachkurse in Amharisch, Arabisch, Georgisch, Kurdisch, Persisch, Türkisch und Somali angeboten. Bereits bei der Gründung der Gesellschaft lag der Fokus auf Studierenden aus dem Vorderen Orient, die am Deutsch-Kolleg der Gesellschaft die deutsche Sprache erlernen, erweitern und perfektionieren konnten. 
Von 1960 bis 1971 verlegte die Hammer-Purgstall-Gesellschaft das Magazin Bustan. Österreichische Zeitschrift für Kultur, Politik und Wirtschaft der islamischen Länder.